# Cattania rumelica
Cattania rumelica е вид охлюв от семейство Helicidae. Видът не е застрашен от изчезване.

## Разпространение
Разпространен е в България, Гърция и Северна Македония.